# ワシントン・オン・ザ・ブラゾス (テキサス州)

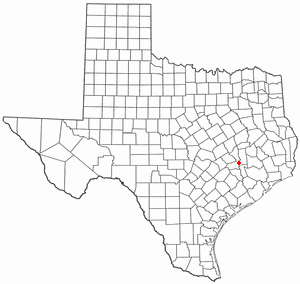
Location of Washington-on-the-Brazos, Texas

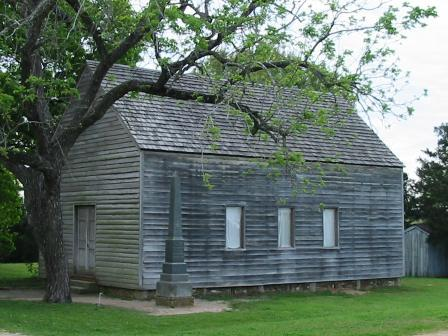
テキサス独立宣言が調印されたワシントン・オン・ザ・ブラゾスの建物のレプリカ。

ワシントン・オン・ザ・ブラゾス(Washington-on-the-Brazos)は、テキサス州のブラゾス川沿いにある開拓地である。1836年議会(w:Convention of 1836)が行われ、テキサス独立宣言が調印された場所であり、当時はメキシコの一部だった。「ワシントン・オン・ザ・ブラゾス」という名前は、「ワシントン・オン・ザ・ポトマック(Washington-on-the-Potomac)」(ワシントンD.C.の場所がポトマック川河畔に決定されたときの名前)と区別するために使用された。
1836年3月1日、ブラゾス川に停泊したフェリーの隣に建設された、小さくて、今にも崩れそうな町、ワシントンは、テキサス共和国の誕生の地となった。この場所で、凍り付きそうな天気の中、テキサスの各地方自治体で選出された代表者たちが、まだ完成されていない建物に、メキシコからのテキサスの独立を宣言し、新しい憲法を書いて暫定政府を組織化するために招集された。
1836年3月2日、代表者たちは独立を宣言した。憲法は3月16日に採択された。代表者たちは3月17日まで働いていたその日、メキシコ部隊が進軍し、ワシントンの人々と共に逃げなければならなかった。
町の人々は、メキシコ軍がサンジャシントの戦いで敗北した後に戻った。町は綿の交易の中心地として繁栄し続けたが、1850年代半ばに鉄道が迂回してから、もがき始めた。南北戦争の闘争は町に大損失をもたらし、世紀の終わりまでには、この地は事実上見捨てられた。
1916年、テキサス州は、古いこの町の用地を50エーカー(202,000 m²)購入して、代表者たちが会合した建物のレプリカを建設した。州は、さらに1976年と1996年に土地を取得した。現在このエリアは、よくできたレプリカの会議所と研究図書館のある歴史博物館で、州の史跡になっている。
ヒューストンのワシントン・アベニューは、ワシントン・オン・ザ・ブラゾスから名付けられた。